# جفری ترند
جفری ترند (انگلیسی: Geoffrey Tréand؛ زادهٔ ۱۶ ژانویهٔ ۱۹۸۶) بازیکن فوتبال اهل فرانسه است.
از باشگاه‌هایی که در آن بازی کرده‌است می‌توان به باشگاه فوتبال سروت ۱۸۹۰، باشگاه فوتبال سنت گالن، و باشگاه فوتبال سیون اشاره کرد.